# Burhou

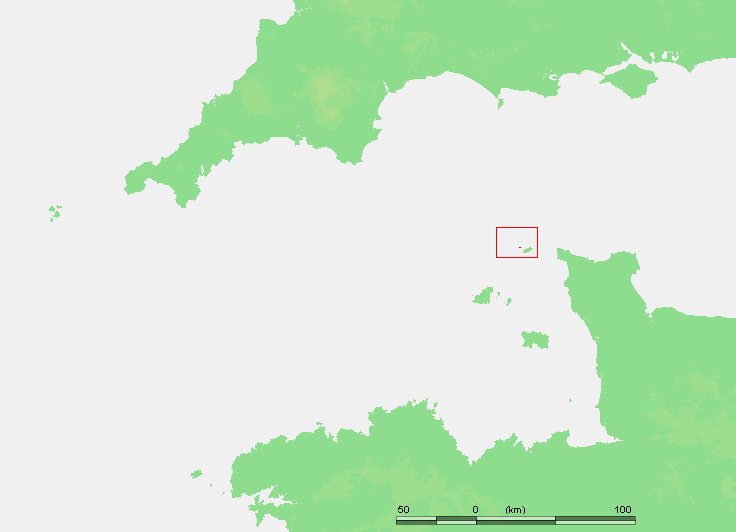
Ilhas do Canal - Burhou/Burhoe.

Burhou ou Burhoe é uma minúscula ilha que faz parte do arquipélago das Ilhas do Canal. É um santuário para as aves, sendo proibido o desembarque na ilha de 15 de Março a 27 de Julho. A vida selvagem da ilha inclui uma colónia de papagaios-do-mar e um grande número de coelhos.
Foi construída uma cabana em 1820 como albergue para pescadores e marinheiros, mas foi destruída durante a ocupação alemã das Ilhas do Canal durante a Segunda Guerra Mundial.
A cabana foi substituída em 1953, com uma acomodação básica que é arrendada aos visitantes pelo Alderney Harbour Office.